# Colocyntotrema auxis
Colocyntotrema auxis är en plattmaskart. Colocyntotrema auxis ingår i släktet Colocyntotrema och familjen Didymozoidae. Inga underarter finns listade i Catalogue of Life.